# Geochimica isotopica
La geochimica isotopica è la branca della geochimica che si occupa dello studio delle concentrazioni relative e assolute degli elementi e dei loro isotopi nella Terra. Si distinguono due campi di studio relativi rispettivamente alla geochimica degli isotopi stabili e alla geochimica degli isotopi radioattivi.
La geochimica isotopica permette la datazione di rocce e minerali tramite l'utilizzo dei metodi di datazione assoluta che sfruttano la radioattività. Ha anche contribuito a una migliore comprensione della paleoclimatologia, delle strutture e della dinamica interna del globo terrestre. Con il progredire delle tecniche si è sviluppato lo studio degli isotopi stabili, che ha consentito un approfondimento più particolareggiato dei grandi processi geologici, come quelli riguardanti l'ambiente delle ere passate.

## Geochimica degli isotopi del piombo
Il piombo possiede quattro isotopi stabili, 204Pb, 206Pb, 207Pb, 208Pb e l'isotopo radioattivo comune 202Pb caratterizzato da emivita di circa 53000 anni.
Il piombo presente sulla Terra viene prodotto tramite decadimento degli elementi transuranici, in primo luogo uranio e torio.
La geochimica degli isotopi del piombo è utile per la datazione radiometrica di una varietà di materiali. In relazione al fatto che gli isotopi del piombo sono ottenuti tramite il decadimento di differenti elementi transuranici, i rapporti tra le concentrazioni di questi isotopi può essere sfruttato come tracciante nello studio delle rocce e dei sedimenti.
In questo modo è stato anche possibile datare campioni di ghiaccio dell'artide e ricavare anche informazioni sulle fonti atmosferiche di inquinamento da piombo.

## Samario-neodimio
Lo studio del sistema isotopico samario-neodimio può essere sfruttato sia nell'ambito di determinazioni di materiale geologico che di vari altri materiali come quelli di interesse archeologico.
Dal punto di vista cinetico, l'isotopo 147Sm  decade producendo 143Nd con tempo di dimezzamento di 1,06 x1011 anni. La datazione viene effettuata applicando il metodo isocrono ai diversi minerali contenuti in una roccia.
Il rapporto isotopico iniziale 143Nd/144Nd è stato determinato matematicamente ed è noto. Tale calcolo è stato effettuato utilizzando l'assunto del CHUR (Chondritic Uniform Reservoir, Riserva Uniforme Condritica), approssimazione che consiste nel considerare la Terra formata da materiale condritico, caratterizzato da rapporti isotopici Nd/Nd, Sm/Nd e da abbondanze relative comparabili con i valori dei meteoriti condritici. In tal modo, il CHUR è stato determinato dall'analisi delle meteoriti condritiche e acondritiche.
Il differente rapporto presente nel campione, in relazione al CHUR, fornisce le indicazioni relative all'evoluzione temporale della formazione del minerale.

## Renio-osmio
Renio e osmio sono elementi calcofili presenti in quantità molto basse nella crosta terrestre. Il renio subisce decadimento radioattivo producendo osmio. Il rapporto tra osmio non radioattivo e osmio radioattivo varia in funzione del tempo trascorso.
Il renio tende a formare solfuri con maggiore propensione rispetto all'osmio. Quindi, durante il periodo di formazione della Terra, quando il mantello era fuso, il renio andò in buona parte perduto e ciò permise al rapporto isotopico Os/Os di non variare apprezzabilmente. Questo significa che in pratica il rapporto iniziale dell'osmio presente in un campione geologico risulta di un valore determinato e fisso, in relazione al periodo di formazione della Terra. La variazione di tali rapporti viene utilizzata per studiare e determinare l'età degli eventi legati alla formazione del mantello terrestre.

## Isotopi dell'elio
L'isotopo 3He rimase "intrappolato" nel nostro pianeta nel momento della formazione della Terra. Un certo quantitativo di elio-3 è stato aggiunto dalle polveri meteoriche, accumulandosi principalmente sul fondale degli oceani. Comunque, l'elio-3 durante il processo di subduzione abbandona i sedimenti oceanici e in tal modo il contributo cosmico non influenza la concentrazione del gas nobile nel mantello.
L'elio-3 viene prodotto dal bombardamento dei raggi cosmici e dalle reazioni di spallazione del litio che avvengono generalmente nella crosta terrestre. Il processo di spallazione consiste nel bombardamento di neutroni ad alta energia (neutroni veloci) che agiscono sugli atomi di litio producendo 3He e 4He ionici. Questo richiede quantità significative di litio, per potere influenzare il rapporto isotopico 3He/4He.
Tutto l'elio gassoso liberatosi viene perso alla fine nello spazio, a causa della velocità media dell'elemento che supera la velocità di fuga dalla Terra. Quindi, il contenuto in elio e i relativi rapporti isotopici, in relazione all'atmosfera terrestre, vengono considerati praticamente costanti.
È stato osservato che l'isotopo 3He è presente nelle emissioni vulcaniche e in campioni geologici provenienti dalla dorsale oceanica. Come la quantità di elio-3 si conservi sulla Terra è oggetto di studio, ma questo elemento è associato al mantello terrestre e viene utilizzato come marcatore per indagini su materiale di origine profonda.
A causa delle similitudini tra l'elio e il carbonio nell'ambito della chimica del magma, il rilascio di elio gassoso è legato alla perdita di composti volatili (acqua, biossido di carbonio) dal mantello, il che avviene in profondità minori di 60 km. L'isotopo 3He presente sulla superficie terrestre è principalmente il risultato del trasporto dovuto all'intrappolamento nei reticoli cristallini dei minerali entro inclusioni fluide.
L'elio-4 è il prodotto del decadimento radioattivo di elementi quali l'uranio e il torio. La crosta continentale si è arricchita di questi elementi rispetto al mantello e perciò un maggior quantitativo di 4He viene prodotto nella crosta piuttosto che nel mantello.

### Rapporto R/Ra
Il rapporto isotopico R definito come 3He/4He viene spesso utilizzato per rappresentare il contenuto relativo in 3He. Solitamente R assume un valore multiplo rispetto allo stesso rapporto isotopico riferito però alle concentrazioni nell'atmosfera e indicato con Ra.
Valori comuni di R/Ra sono i seguenti:
- Crosta continentale vecchia: <1
- Basalto della dorsale oceanica: 7-9
- Rocce della dorsale in espansione: 9,1 ±3,6
- Rocce di un punto caldo: 5-42
- Acque oceaniche e terrestri: 1
- Acque di formazione sedimentaria: <1
- Acqua di sorgente termale: 3-11

La geochimica degli isotopi dell'elio trova utilizzazioni quali la datazione delle falde acquifere, la stima delle velocità di flusso delle falde acquifere, la determinazione del livello di inquinamento dell'acqua, e inoltre fornisce informazioni sui processi idrotermali, la geologia ignea e l'orogenesi.

## Trizio-elio-3
Il trizio viene rilasciato nell'atmosfera in seguito ai test nucleari che implicano esplosioni atomiche. Il decadimento radioattivo del trizio produce a sua volta l'isotopo del gas nobile 3He. Dal rapporto trizio/elio-3 (3H/3He) è possibile stimare l'età delle recenti falde acquifere.